# Tỉnh ủy Đắk Lắk
Tỉnh ủy Đắk Lắk hay còn được gọi Ban chấp hành Đảng bộ tỉnh Đắk Lắk, hay Đảng bộ tỉnh Đắk Lắk. Là cơ quan lãnh đạo cao nhất của Đảng bộ tỉnh Đắk Lắk giữa hai kỳ đại hội đại biểu Đảng bộ tỉnh.
Ngày 18 tháng 6 năm 2025, Bộ Chính trị ban hành Quyết định số 320-QĐ/TW thành lập Đảng bộ tỉnh Đắk Lắk trực thuộc Ban Chấp hành Trung ương Đảng, trên cơ sở hợp nhất Đảng bộ tỉnh Đắk Lắk và tỉnh Phú Yên kể từ ngày 1 tháng 7 năm 2025.
Đứng đầu Tỉnh ủy là Bí thư Tỉnh ủy và thường là ủy viên Ban Chấp hành Trung ương Đảng. Bí thư Tỉnh ủy Đắk Lắk hiện nay là Nguyễn Đình Trung.

## Lịch sử
Chi bộ Cộng sản đầu tiên của Đảng bộ được thành lập tại Nhà tù Buôn Ma Thuột vào cuối năm 1940. Sau Cách mạng Tháng Tám thành công, Ban cán sự Đảng tỉnh Đắk Lắk được thành lập với nhiệm vụ phụ trách chung tỉnh Đắk Lắk.
Tháng 8/1960 được sự chỉ đạo của Liên khu ủy V tỉnh Đắk Lắk triệu tập Đại hội Đảng Bộ lần thứ nhất. Đại hội đã bầu Hồng Ưng làm Bí thư Tỉnh ủy.
Năm 1960, Liên khu ủy V quyết định chia Đắk Lắk ra làm bốn đơn vị riêng: B3, B4, B5, B6. B3 gồm 4 huyện M’Đrắk, đông Cheo Reo, tây Cheo Reo và Buôn Hồ; B5 gồm huyện Lắk, một số vùng phía bắc huyện Lạc Dương, Đức Trọng, Đức Xuyên và một số làng phía nam đường 21. Tỉnh Đắk Lắk gồm B3.
Năm 1965 Khu ủy V quyết định hợp nhất B3 và B5 thành tỉnh Đắk Lắk.
Sau khi thống nhất đất nước. Tỉnh ủy Đắk Lắk chính thức quản lý hoàn toàn tỉnh.
Đến tháng 12/2003 tỉnh Đắk Lắk được tách thành hai tỉnh Đắk Lắk và Đắk Nông theo Nghị quyết số 22 của Quốc hội. Bộ Chính trị đã chỉ định Tỉnh ủy lâm thời do Y Luyện Niê Kdăm làm Bí thư Tỉnh ủy.
Đại hội Đại biểu Đảng bộ Đắk Lắk khóa XIV được tổ chức tháng 12/2005. Đại hội đã bầu Tỉnh ủy do Niê Thuật làm Bí thư Tỉnh ủy.
Nghị quyết số 202/2025/QH15, ngày 12/6/2025 của Quốc hội về việc sắp xếp đơn vị hành chính cấp tỉnh. Tại Nghị quyết này, Quốc hội quyết định sắp xếp toàn bộ diện tích tự nhiên, quy mô dân số của tỉnh Phú Yên và tỉnh Đắk Lắk thành tỉnh mới có tên gọi là tỉnh Đắk Lắk. 

## Các kỳ Đại hội Đảng bộ
| Đại hội Đại biểu Đảng bộ tỉnh | Lần thứ | Thời gian     | Thời gian     | Địa điểm         | Bí thư                                      | Ủy viên cấp ủy                              | Ghi chú |
| ----------------------------- | ------- | ------------- | ------------- | ---------------- | ------------------------------------------- | ------------------------------------------- | ------- |
| Đắk Lắk                       | I       | 08/1960       | 08/1960       | H.Krông Bông     | Hồng Ưng                                    | 13                                          |         |
| Đắk Lắk                       | II      | 08/1963       | 08/1963       | H.Krông Bông     | Nguyễn Liên                                 | 15                                          |         |
| Đắk Lắk                       | III     | 07/1966       | 07/1966       | H.Krông Bông     | Nguyễn Liên                                 | 15                                          |         |
| Đắk Lắk                       | IV      | 04/1969       | 04/1969       | H.Krông Bông     | Nguyễn Liên                                 | 17                                          |         |
| Đắk Lắk                       | V       | 10/1971       | 10/1971       | H.Krông Bông     | Huỳnh Văn Cần                               | 31                                          |         |
| Đắk Lắk                       | VI      | 09/1973       | 09/1973       | Q.Buôn Hồ        | Huỳnh Văn Cần                               | 27                                          |         |
| Đắk Lắk                       | VII     | vòng 1        | 12-20/11/1976 | TX.Buôn Ma Thuột | Bầu đại biểu tham dự Đại hội Đảng toàn quốc | Bầu đại biểu tham dự Đại hội Đảng toàn quốc |         |
| Đắk Lắk                       | VII     | vòng 2        | 13-18/6/1977  | TX.Buôn Ma Thuột | Trần Kiên                                   | 35 4 dự khuyết                              |         |
| Đắk Lắk                       | VIII    | 7-10/11/1979  | 7-10/11/1979  | TX.Buôn Ma Thuột | Y Ngông Niê Kdăm                            | 40 3 dự khuyết                              |         |
| Đắk Lắk                       | IX      | vòng 1        | 7-11/1/1981   | TX.Buôn Ma Thuột | Bầu đại biểu tham dự Đại hội Đảng toàn quốc | Bầu đại biểu tham dự Đại hội Đảng toàn quốc |         |
| Đắk Lắk                       | IX      | vòng 2        | 5-9/3/1983    | TX.Buôn Ma Thuột | Y Ngông Niê Kdăm                            | 41 4 dự khuyết                              |         |
| Đắk Lắk                       | X       | 9-14/10/1986  | 9-14/10/1986  | TX.Buôn Ma Thuột | Huỳnh Văn Cần                               | 45 10 dự khuyết                             |         |
| Đắk Lắk                       | XI      | vòng 1        | 28-30/3/1991  | TX.Buôn Ma Thuột | Bầu đại biểu tham dự Đại hội Đảng toàn quốc | Bầu đại biểu tham dự Đại hội Đảng toàn quốc |         |
| Đắk Lắk                       | XI      | vòng 2        | 8-11/1/1992   | TX.Buôn Ma Thuột | Huỳnh Văn Cần                               | 47                                          |         |
| Đắk Lắk                       | XII     | 7-10/5/1996   | 7-10/5/1996   | TP.Buôn Ma Thuột | Mai Văn Năm                                 | 49                                          |         |
| Đắk Lắk                       | XIII    | 31/1-2/2/2001 | 31/1-2/2/2001 | TP.Buôn Ma Thuột | Y Luyện Niê Kdăm                            | 47                                          |         |
| Đắk Lắk                       | XIV     | 12-14/12/2005 | 12-14/12/2005 | TP.Buôn Ma Thuột | Niê Thuật                                   | 48                                          |         |
| Đắk Lắk                       | XV      | 1-3/10/2010   | 1-3/10/2010   | TP.Buôn Ma Thuột | Niê Thuật                                   | 55                                          |         |
| Đắk Lắk                       | XVI     | 12-14/10/2015 | 12-14/10/2015 | TP.Buôn Ma Thuột | Êban Y Phu                                  | 56                                          |         |
| Đắk Lắk                       | XVII    | 13-15/10/2020 | 13-15/10/2020 | TP.Buôn Ma Thuột | Bùi Văn Cường                               | 53                                          |         |

## Bí thư Tỉnh ủy
| STT | Tên               | Nhiệm kỳ        | Chức vụ                             | Ghi chú |
| --- | ----------------- | --------------- | ----------------------------------- | ------- |
| 1   | Phan Kiệm         | 1945-1946       | Bí thư Ban cán sự Đảng tỉnh Đắk Lắk |         |
| 2   | Nguyễn Khắc Tính  | 1946-1949       | Bí thư Ban cán sự Đảng tỉnh Đắk Lắk |         |
| 3   | Lê Vụ             | 1949-1950       | Bí thư Ban cán sự Đảng tỉnh Đắk Lắk |         |
| 4   | Trương Quang Giao | 1950-4/1952     | Bí thư Ban cán sự Đảng tỉnh Đắk Lắk |         |
| 5   | Lê Văn Nhiễu      | 4/1952-1954     | Bí thư Ban cán sự Đảng tỉnh Đắk Lắk |         |
| 6   | Trương Quang Tuân | 1955-1959       | Bí thư Ban cán sự Đảng tỉnh Đắk Lắk |         |
| 7   | Nguyễn Hồng Ưng   | 1959-12/1960    | Bí thư Tỉnh ủy Đắk Lắk              |         |
| 8   | Nguyễn Tuấn       | 12/1960-6/1962  | Bí thư Tỉnh ủy Đắk Lắk              |         |
| 9   | Võ Trung Thành    | 6/1963-1964     | Bí thư B3                           |         |
| 10  | Nguyễn Liên       | 3/1963-1965     | Bí thư B5                           |         |
| 10  | Nguyễn Liên       | 1965-7/1966     | Bí thư Tỉnh ủy Đắk Lắk              |         |
| 10  | Nguyễn Liên       | 7/1966-5/1969   | Bí thư Tỉnh ủy Đắk Lắk              |         |
| 9   | Võ Trung Thành    | 5/1969-10/1971  | Bí thư Tỉnh ủy Đắk Lắk              |         |
| 11  | Huỳnh Văn Cần     | 10/1971-5/1975  | Bí thư Tỉnh ủy Đắk Lắk              |         |
| 10  | Nguyễn Liên       | 5/1975-1977     | Bí thư Tỉnh ủy Đắk Lắk              |         |
| 12  | Trần Kiên         | 1977-1979       | Bí thư Tỉnh ủy Đắk Lắk              |         |
| 13  | Y Ngông Niê Kdăm  | 1979-1986       | Bí thư Tỉnh ủy Đắk Lắk              |         |
| 11  | Huỳnh Văn Cần     | 1986-1994       | Bí thư Tỉnh ủy Đắk Lắk              |         |
| 14  | AMa Pui           | 1994-5/1996     | Bí thư Tỉnh ủy Đắk Lắk              |         |
| 15  | Mai Văn Năm       | 5/1996-10/1999  | Bí thư Tỉnh ủy Đắk Lắk              |         |
| 16  | Nguyễn An Vinh    | 10/1999-2/2001  | Bí thư Tỉnh ủy Đắk Lắk              |         |
| 17  | Y Luyện Niê Kdăm  | 2/2001-12/2005  | Bí thư Tỉnh ủy Đắk Lắk              |         |
| 18  | Niê Thuật         | 12/2005-10/2015 | Bí thư Tỉnh ủy Đắk Lắk              |         |
| 19  | Êban Y Phu        | 10/2015-07/2019 | Bí thư Tỉnh ủy Đắk Lắk              |         |
| 20  | Bùi Văn Cường     | 07/2019-05/2021 | Bí thư Tỉnh ủy Đắk Lắk              |         |
| 21  | Nguyễn Đình Trung | 05/2021-nay     | Bí thư Tỉnh ủy Đắk Lắk              |         |

## Ban Thường vụ Tỉnh ủy khóa XVII (2020 - 2025)
Ngày 30 tháng 6 năm 2025, tại tỉnh Đắk Lắk tổ chức Lễ công bố Nghị quyết, Quyết định của Trung ương và địa phương về sắp xếp đơn vị hành chính cấp tỉnh và cấp xã, kết thúc hoạt động cấp huyện. Tại buổi lễ, Bộ Chính trị công bố Quyết định chỉ định Ban Thường vụ Tỉnh ủy Bắc Ninh nhiệm kỳ 2020-2025 gồm 22 đồng chí.
1. Nguyễn Đình Trung - Ủy viên Trung ương Đảng, Bí thư Tỉnh ủy Đắk Lắk.[4][5]
2. Cao Thị Hòa An - Phó Bí thư thường trực Tỉnh ủy,  Chủ tịch HĐND tỉnh.[5]
3. Tạ Anh Tuấn - Phó Bí thư Tỉnh ủy, Chủ tịch UBND tỉnh.[5]
4. Đỗ Hữu Huy - Phó Bí thư Tỉnh ủy.[5]
5. Huỳnh Thị Chiến Hòa - Phó Bí thư Tỉnh ủy.[5]
6. Y Giang Gry Niê Knơng - Chủ tịch Ủy ban MTTQ Việt Nam tỉnh.[3]
7. Nguyễn Thượng Hải - Trưởng ban Tổ chức Tỉnh ủy.[6]
8. Trần Trung Hiển -  Chủ nhiệm Ủy ban Kiểm tra Tỉnh ủy.[5]
9. Trần Phú Hùng - Phó Chủ tịch HĐND tỉnh.[3]
10. Từ Thái Giang - Bí thư Đảng ủy phường Buôn Ma Thuột.[7]
11. Nguyễn Đình Viên - Chánh Văn phòng Tỉnh ủy.[6]
12. H'Yim Kđoh - Bí thư Đảng ủy phường Buôn Hồ.[7]
13. Nguyễn Quốc Hoàn - Trưởng ban Nội chính Tỉnh ủy.[6]
14. Đào Bảo Minh - Bí thư Đảng ủy phường Tuy Hòa.[7]
15. Đại tá Niê Ta - Chỉ huy trưởng Bộ Chỉ huy Quân sự tỉnh.[6]
16. Đại tá Cao Văn Mười
17. Thiếu tướng Phan Thanh Tám - Giám đốc Công an tỉnh.[8]
18. Huỳnh Lữ Tân - Trưởng ban Quản lý Khu kinh tế Phú Yên
19. Đinh Thị Thu Thanh - Trưởng ban Tuyên giáo và Dân vận tỉnh ủy.[6]
20. Hồ Thị Nguyên Thảo - Phó Chủ tịch thường trực UBND tỉnh.[3]
21. Trần Hữu Thế - Phó Chủ tịch thường trực Ủy ban MTTQ Việt Nam tỉnh.[6]
22. Bùi Thanh Toàn - Giám đốc Sở Khoa học và Công nghệ.[9]

## Tổ chức Tỉnh ủy
- Thường trực Tỉnh ủy
  - Bí thư Tỉnh ủy
  - Phó Bí thư thường trực Tỉnh ủy
  - Phó Bí thư Tỉnh ủy
- Các cơ quan, ban Đảng:
  - Ban Tổ chức Tỉnh ủy
  - Ban Tuyên giáo và Dân vận Tỉnh ủy
  - Uỷ ban Kiểm tra Tỉnh ủy
  - Văn phòng Tỉnh ủy
  - Ban Nội chính Tỉnh ủy
  - Trường Chính trị tỉnh
- Các Đảng uỷ trực thuộc Tỉnh ủy:
  - Đảng ủy Công an tỉnh
  - Đảng ủy Quân sự tỉnh
  - Đảng ủy Các cơ quan Đảng tỉnh
  - Đảng ủy Tổng Công ty Cà phê Việt Nam
  - Đảng ủy UBND tỉnh
  - Đảng ủy các phường, xã